# Милютин, Николай Александрович
Никола́й Алекса́ндрович Милю́тин (8 декабря 1889, Санкт-Петербург — 5 октября 1942, Москва) — российский революционер, советский государственный деятель, архитектор и теоретик градостроительства.

## Биография
Отец Милютина Александр Петрович был рыбопромышленником, владевшим в Астрахани рыболовецкой флотилией, а в Петербурге на Невском проспекте рыбными магазинами. Александр Петрович был хорошо образован — любил и знал живопись, музыку, говорил по-французски и по-немецки. Как пишет сам Николай Милютин в автобиографии середины 1930-х годов, отец его был «крестьянин-рыбак, а мать из старообрядческой кулацкой семьи». О дворянском происхождении отца и о дальнем родстве с известным в русской истории родом Милютиных Николай Милютин здесь умолчал. У Николая Милютина были три брата (Иван, Михаил и Яков) и три сестры (Анна, Зинаида и Лидия).
Окончил начальную школу, затем учился в воскресной школе Барташевича, одновременно работал рыбном магазине. В 1907—1909 гг. учился на архитектурном факультете Вольного политехникума в Петербурге. В 1907 году примкнул к революционному движению, в 1908 году вступил в РСДРП, большевик. С 1909 года продолжал обучение в училище барона Штиглица на живописном факультете.
В 1910 г. работал в Российском транспортном и страховом обществе, занимался больничным страхованием рабочих. В 1912 году его избрали делегатом профсоюза конторщиков. В 1913 году он стал членом правления союза торгово-промышленных служащих. В 1914—1915 годах — секретарь больничной кассы Путиловского завода. В 1916 (или 1915) году призван в армию и направлен офицером в 308-ю пешую дружину, где продолжал революционную работу.
В 1917 году активно участвовал в Февральской революции, член Петроградского совета. В июльские дни 1917 г. за участие в вооружённом выступлении был приговорен судом к расстрелу, но освобожден своей ротой. При ликвидации «корниловского мятежа» командовал Красной Гвардией Московско-Нарвского района, руководил обороной на подступах к Петрограду. Во время Октябрьского вооружённого восстания руководил отрядом Красной гвардии, участвовал в штурме Зимнего дворца. В декабре 1917 г. был избран председателем общегородской больничной кассы, одновременно состоял в исполкоме Петросовета и Петрогубпрофсовета.
С 1918 года член коллегии Наркомата труда РСФСР и член Малого СНК. В 1920—1921 годах чрезвычайный уполномоченный ВЦИК и СТО по Орловской и Воронежской губернии и заместитель наркомпрода УССР. Участвовал в военных операциях против крестьянских восстаний Антонова и Махно.
С марта 1921 года — заместитель наркома социального обеспечения РСФСР. Также исполнял обязанности наркома.
С декабря 1924 года — нарком финансов РСФСР. В качестве наркома Милютин заказал проект жилого дома для сотрудников наркомата — Дом Наркомфина, ставший одним из самых известных памятников советской конструктивистской архитектуры. В 1929 году председатель Малого СНК РСФСР. В 1930-м от работы в Совнаркоме СССР и РСФСР был отстранён А. И. Рыков, с которым Милютин тесно работал и который Милютину покровительствовал. В результате Милютин уходит из Малого Совнаркома.
С 1930 года — заместитель наркома просвещения РСФСР. В начале 1930-х годов опубликовал книгу «Соцгород» и ряд статей, посвященных теоретическим вопросам архитектуры и градостроительства, был редактором журнала «Советская архитектура» (1931—1934). С января 1930 года проектирование индивидуальных квартир в качестве массового рабочего жилья было практически официально запрещено. С конца 1929 года разворачивается интенсивное конкурсное и заказное проектирование целого ряда «соцгородов» — в Магнитогорске, Сталинграде, Нижнем Новгороде, Кузнецке и т. д. Всюду рабочее жилье проектируется в виде жилкомбинатов с обобществлённым бытом. Исключение — проекты группы Стройкома РСФСР под руководством Гинзбурга.
После выхода первого номера за 1934 год журнал «Советская архитектура» был закрыт, Милютин был назначен начальником Управления кинофикации РСФСР, положение о котором было утверждено СНК РСФСР 10 марта 1934 года.

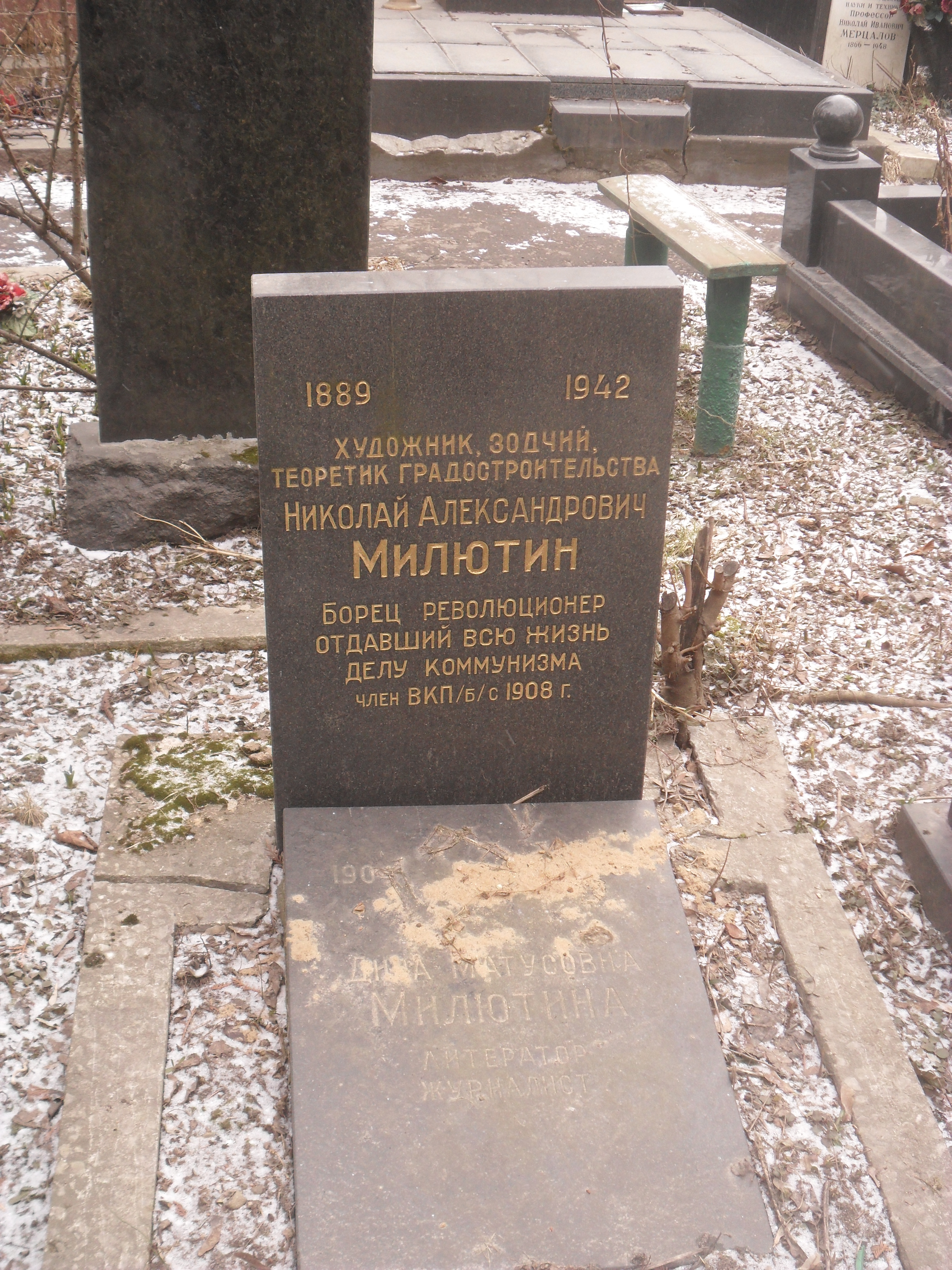
Могила Милютина на Новодевичьем кладбище Москвы

В январе-феврале 1935 года Милютин читал лекции по истории искусств студентам Ленинградской академии художеств.
В 1937 году был освобождён от занимаемых постов, кроме «замнаркомпроса», каковым он оставался до самой смерти. Ждал ареста, но арестован не был. По воспоминаниям его близких, спал Милютин в это время с пистолетом под подушкой, вероятно, не желая в случае ареста сдаваться живым. Но Сталин почему-то не давал команды на его арест, а ЦК, видимо, не знал, что делать с номенклатурным работником его ранга.
В 1938 году Милютин был назначен («утвержден общим собранием Академии Наук СССР», как пишет он в неопубликованной автобиографии) директором Института экономики. Но на работе он практически не появлялся.
В 1939 году Н. Милютин был назначен художественным руководителем строительства Дворца Советов. В 1940 году с отличием закончил Московский архитектурный институт, в котором учился экстерном с 1935 года. Руководитель его диплома — Моисей Гинзбург. Сам диплом — здание художественных мастерских строительства Дворца Советов — сделан в стиле дворцовой эклектики, над которой так зло издевался Николай Милютин десять лет назад. Получив диплом, Н. Милютин вступает в Союз архитекторов, становится заместителем главного архитектора Дворца Советов Бориса Иофана и начальником проектной мастерской строительства Дворца Советов.
В 1941 году, после начала Великой Отечественной войны, в составе Управления строительства ДС был эвакуирован в Свердловск. В мае 1942 г. ВАК разрешает Н. А. Милютину без экзаменов защитить кандидатскую диссертацию на тему «Марксистская теория социалистического расселения». Ходатайство об этом подписано титулованными архитекторами Г. Бархиным, А. Иваницким и Г. Красиным. Но защитить диссертацию Милютин не успел. Вернувшись в Москву, умер в Кремлёвской больнице от рака желудка 4 октября 1942 года.

## Вклад в архитектуру и теорию градостроительства

### Новый тип жилища

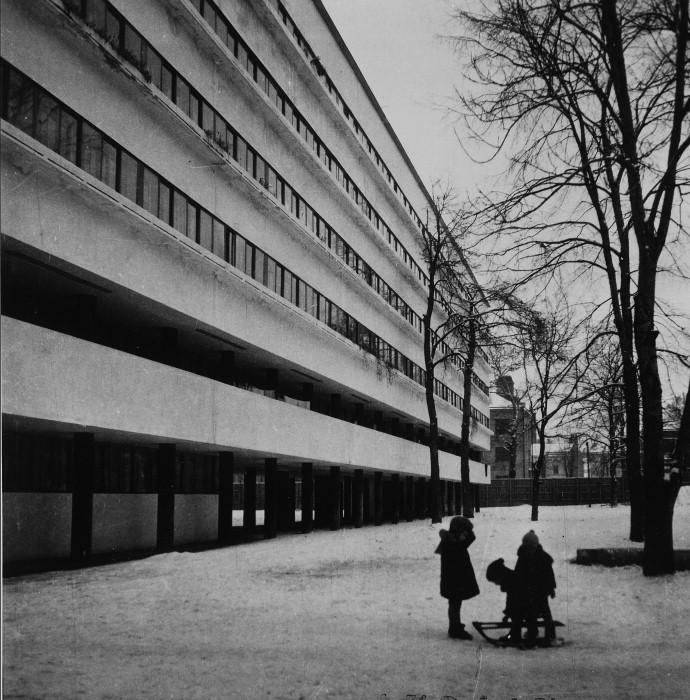
Дом Наркомфина на Новинском бульваре. Снимок начала 1930-х годов. Милютин — заказчик и автор технического задания, определившего функциональные характеристики здания.

В середине 1920-х годов Милютин начал интенсивно изучать архитектуру. Он стал приверженцем архитектуры в её конструктивистском варианте и сторонником Корбюзье, с которым он был лично знаком. Из различных архитектурных группировок того времени ему были наиболее близки взгляды ОСА (Объединения современных архитекторов), с лидером этой группы М. Я. Гинзбургом они стали близкими друзьями. Выступал в качестве заказчика Дома Наркомфина, в проекте которого должны были быть найдены архитектурные решения для социальных и политических задач, поставленных советской властью. Проектным заданием Н. А. Милютин определил функциональные характеристики будущего здания, именовавшегося в проектной документации 2-м домом СНК (1-й дом СНК — Дом на набережной).
Милютин считал, что старая система квартир, где каждая семья самостоятельно занималась своим бытом, не отвечает эффективно потребностям быстрой индустриализации советского государства. Предложенные им проекты представляли собой коммунальные дома с минимальными, но комфортабельными жилыми ячейками на одного человека, а также полным комплектом социального обслуживания. Милютин спроектировал конкретные типы зданий, в частности два варианта трёхэтажного жилого блока на 400—800 человек, оборудованного столовыми, библиотеками и другими коммунальными службами.
Как пишет в своей книге Дмитрий Хмельницкий, исследователь творческого наследия Николая Милютина:

Нет оснований полагать, что Милютин до своего смещения с поста Наркомфина РСФСР летом 1929 года был сторонником обобществления быта и противником семейных квартир. Он дружил с Гинзбургом, находился под его творческим влиянием. Дом Наркомфина, который в тот момент достраивался, имел в проекте помещения для коммунального обслуживания, но состоял хоть из маленьких, но семейных ячеек. В Стройкоме РСФСР Гинзбург под явным покровительством Милютина занимался разработкой минимальных жилых ячеек на одну семью, видя именно в них путь решения жилищной проблемы. Не приходится сомневаться в том, что Гинзбург и небольшая группа его сотрудников в Стройкоме были открытыми противниками коммунального жилья по версии Сабсовича.

Д. Хмельницкий дает ключ к пониманию причин удаления Н. Милютина из архитектуры и последующего ожидания им ареста:

Эпопея с «домами-коммунами» Сабсовича и Милютина была уникальной попыткой партийных функционеров среднего ранга привязать реальное архитектурное проектирование к официальной идеологии. Эта попытка дорого обошлась обоим энтузиастам. Однако сама идея «обобществления быта» не была запрещена, наоборот, она последовательно проводилась в жизнь с конца 1920-х по середину 1950-х годов. Но реализовывалась она не в виде каменных благоустроенных общежитий, а в виде коммунальных деревянных бараков.

С 1931 по 1934 год Милютин работал ответственным редактором журнала «Советская архитектура», одной из задач которого был анализ основных тенденций в современной архитектуре. На страницах журнала им была опубликована серия статей под заголовком «Основные вопросы теории советской архитектуры». Там же он публиковал и свои архитектурные проекты, из которых был реализован только один — студенческое общежитие в Москве, это строение не сохранилось.

### Линейный город
Концепция градостроительства Милютина, изложенная в общих чертах в его книге «Соцгород» (социалистический город), была внешне похожа на более ранний проект дезурбанистического линейного города, выдвинутый Михаилом Охитовичем. В отличие от проекта Охитовича, линейный город которого заканчивался индустриальными центрами и таким образом был ограничен в росте, концепция Милютина позволяла обеспечить фактически неограниченный линейный рост. Милютин как экономист очень хорошо знал о стоимости строительства и нехватке фондов в период ускоренной индустриализации, и тщательно взвешивал затраты и преимущества доступных сценариев роста.
Его концепция была основана на децентрализации промышленности, которая должна была распространяться в виде тонкой линии вдоль маршрута железнодорожной магистрали, в идеале — согласно естественному потоку производства от сырьевых поставок до готовых изделий (Милютин ориентировался на гигантские заводы с поточным производством, такие как ГАЗ или СТЗ). Жилая зона, отделенная от промышленной зоны полосой парка, развивалась бы одновременно, и в идеале жители будут селиться непосредственно напротив своего места работы, избавляясь от необходимости использования личного или общественного транспорта. Другим отличием от идеи линейного города было отсутствие требования строить жилье непрерывной полосой. Напротив, Милютин предложил менее дорогую модель первоначально изолированного распространения центров жилья вдоль главной линии, которые могли бы, в конечном счёте, слиться в непрерывный пояс жилья.

## Воспоминания
Д. С. Хмельницкий — архитектор, исследователь творческого наследия Милютина, автор предисловия ко второму изданию книги «Соцгород» Николая Милютина:

Николай Милютин — фигура в историческом плане необыкновенно интересная и, несомненно, трагическая. Впрочем, при всем трагизме его жизненного пути, в одном ему здорово повезло. Он умер сам и на свободе, хотя принадлежал к тому поколению старых большевиков, которое было уничтожено практически целиком. Милютин уцелел чудом, несмотря на то, что иногда позволял себе гораздо больше, чем это было допустимо для выживания в сталинскую эпоху. Почему Сталин не ликвидировал его — непонятно. Милютин был, наверное, единственным относительно высокопоставленным (до поры до времени) функционером большевистского руководства, оставившим яркий след в мировой культуре. Функционером, чья личность и чьё творчество не исчерпывались его функцией партийно-советского руководителя.

## Семья
Первым браком женат на Анне Васильевне Карповой (Милютиной), с которой познакомился в 1915 году во время работы в больничной кассе фабрики «Скороход». Брак был бездетный.
Вторым браком (предположительно был оформлен в 1934 году) женат на Дине Матвеевне (Матусовне) Майберг (Милютиной; 1904—1976). В браке родилась дочь Екатерина (род. 1936).
В 1928—1930 гг. проживал в доме Госстраха по адресу Малая Бронная улица, дом 21/13. Его соседом был Моисей Гинзбург, архитектор этого дома.
В 1931—1941 гг. — проживал с семьей в пентхаусе (выполненном по собственному проекту Милютина) дома Наркомфина на Новинском бульваре.
Из прямых потомков Николая Милютина ныне здравствует его внук, Николай Витальевич Милютин-Рапопорт. Дочь, Екатерина Николаевна Милютина-Рапопорт умерла в 2023 году. В 1980 году вместе с мужем Виталием Рапопортом и сыном Николаем она эмигрировала в США, забрав с собой архив Милютина, мебель, выполненную по проектам Николая Александровича, и картины его кисти. Выпустила в 2013 году книгу-воспоминание «Архитектор Николай Милютин. Мы наш, мы новый мир построим». В США небольшим тиражом выпустила книгу об отце «Человек Ренессанса».
30 января 1929 года родился Руслан — внебрачный сын от Евгении Романовны Попкович. В Москве проживала внучка Милютина — Марина Руслановна Галацкая.

## Сочинения
- Милютин Н. А.  Соцгород. Проблемы строительства социалистических городов: Основные вопросы рациональной планировки и строительства населённых пунктов СССР. — М.; Л.: ГИЗ, 1930.
- Милютин Н. А. Основные вопросы теории советской архитектуры // Советская архитектура. — 1933. — № 5.

### Сноски
1. ↑  Согласно Д. Хмельницкому, «очень похоже, что это управление специально создавалось для трудоустройства Милютина и других нежелательных партийных функционеров. Научно-технический совет этого управления возглавляла Ольга Давыдовна Каменева, сестра Троцкого и жена уже сидевшего в тюрьме Льва Каменева. Ольгу Каменеву арестовали в 1937 и расстреляли в 1941 году».
2. ↑  Задача, которую решали в июне 1931 года Сталин и Каганович, состояла не в критике «неправильных» проектов расселения — нужно было категорически пресечь любые попытки заниматься такими разработками и официально переориентировать профессиональное сообщество на совершенно новые задачи. Если в 1920-х годах проектирование жилья для начальства (вроде «Дома на набережной» Иофана) происходило тайно, а открыто умы занимала проблема массового жилья и современного градостроительства, то теперь предстояло поменять эти задачи местами. Квартирные дома приобретали официальный статус единственно возможных (и ложный статус «жилья для всех»), а реальное градостроительство и проектирование рабочих посёлков и рабочего жилья засекречивалось и исчезало из профессионального сознания. Профессиональные интересы архитекторов и градостроителей переключались на благоустройство и реконструкцию существующих городов, в первую очередь Москвы, которая должна была служить образцом для всех остальных советских городов. И не городов вообще, а их парадных центров — там же (Хмельницкий Д., с. 198)
3. ↑  Леонид Сабсович, экономист Госплана, — автор грандиозного экономического блефа, придуманного и растиражированного по заказу сталинской группы, имеет несомненное отношение к утопической кампании по массовому проектированию соцгородов с обобществлённым бытом в 1929—1930 годах. Уничтожение семейной и в принципе всех сфер частной жизни, помимо привлечения к обязательному труду всего населения без исключения, де-факто означало ещё и уничтожение целых отраслей промышленности, обеспечивавших свободное индивидуальное существование человека. Именно эти цели должно было обслуживать запроектированное Сабсовичем общество. В идеале советским людям не следовало тратить ни времени, ни средств на личную, индивидуальную жизнь и на воспитание детей. Цитир. по Д. Хмельницкий, с. 52—60.
4. ↑  После 1930 года имя Сабсовича исчезает из публичного пространства, он был осужден как троцкист и сгинул в лагерях. Милютин был изгнан из архитектуры и на протяжении ряда лет (1935—1938) спал с револьвером под подушкой, обоснованно ожидая ареста.